# カーンチャナディット郡
座標: 北緯9度09分57秒 東経99度28分14秒 / 北緯9.16583度 東経99.47056度
カーンチャナディット郡（カーンチャナディットぐん、カンチャナディットとも）はタイ南部・スラートターニ県の郡（アムプー）の一つ。

## 名称
カーチャナディットとは「金の船着き場」と言う意味である。昔はタートーン (ท่าทอง) と称されたがこれも純タイ語で金の船着き場を意味する言葉である。

## 歴史
元々タートーンと呼ばれ、現在のタムボン・タートーンマイの海岸に位置していて居たが、マラリアの流行により、ラーマ3世（ナンクラオ）の治世に街が移設され、名も現在のカーンチャナディットに変えられた。この後、ムアン・カーンチャナディットしてナコーンシータンマラートの地方都市であった。その後ラーマ4世（モンクット）の治世にバンコクの直轄地となり1899年にチャイヤー郡に編入され、郡（アムプー）となり、その後のスラートターニー県の成立にともなって。スラートターニー県の郡となった。

## 地理
郡は県の東部に位置し、北はタイランド湾のバーンドーン湾に面する。西にはターピー川の形成した平地が広がり南にはナコーンシータンマラート山岳地帯が広がる。この山岳地帯の自然を保護するため、1991年ターイロムイェン国立公園が制定された。郡内の重要な水源はタートーン川でこの川は来たのバーンドーン湾に流れ込む。
国道410号線が東西に通っており、西はスラートターニー、東に道なりに行くとナコーンシータンマラートに通じている。国道44号線も通っており、クラビー方面と通じている。

## 経済
郡内の主要な産物はパラゴムノキである。

## 行政区分

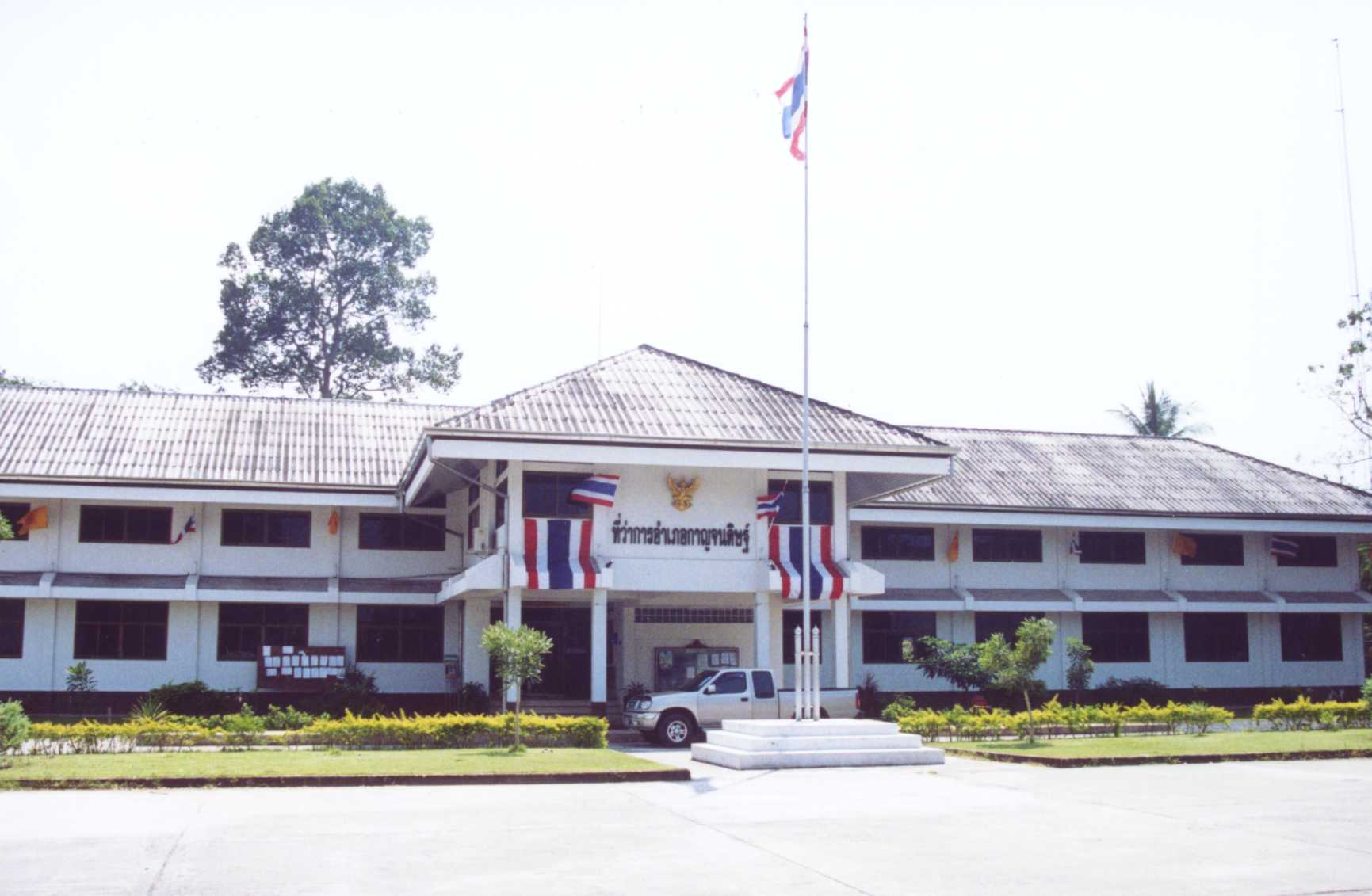
カーンチャナディット郡役所

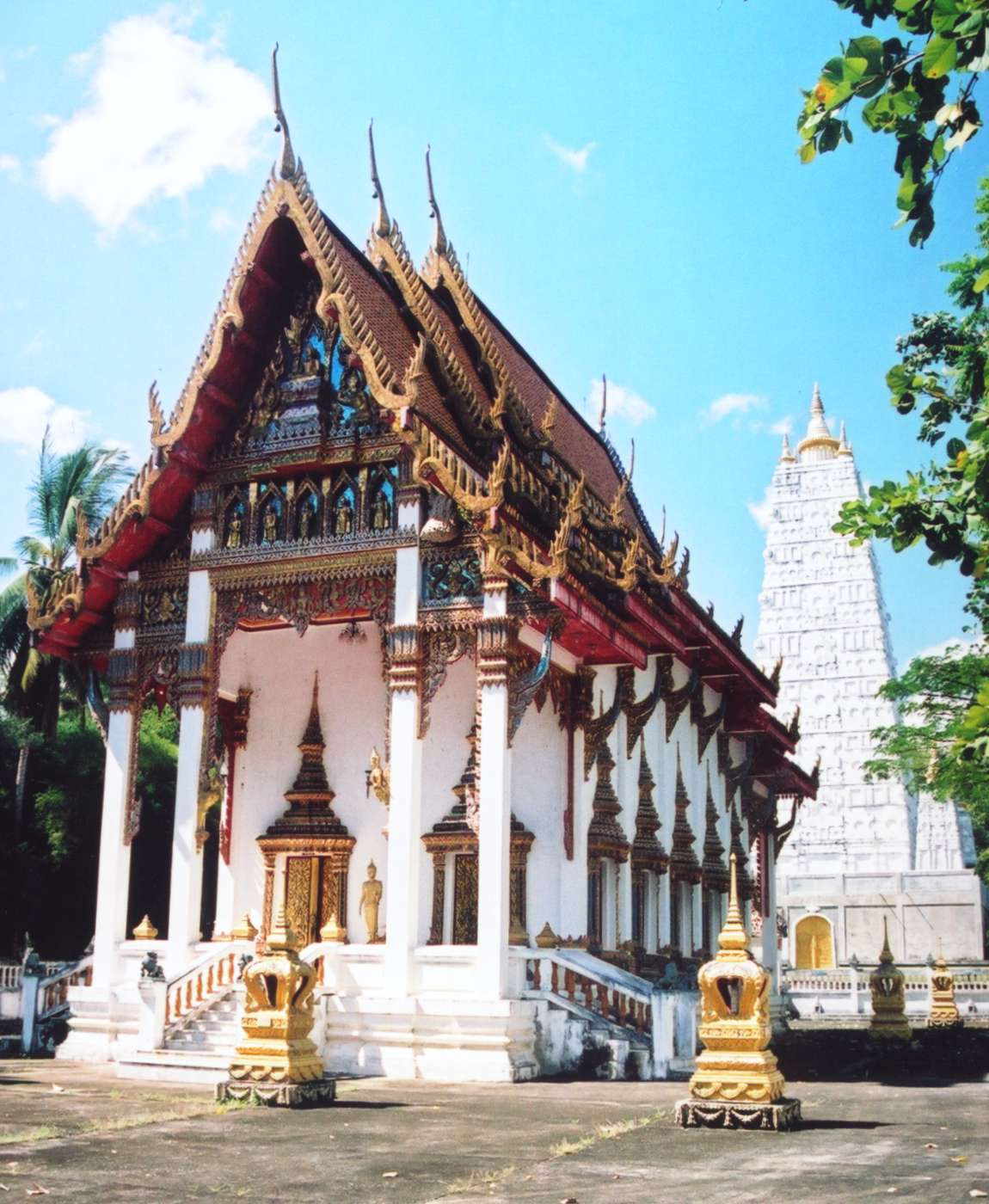
ワット・パーナートゥワヤーン

カーンチャナディット郡は13のタムボンに分かれ、さらにその下位に114の村（ムーバーン）が存在する。自治体（テーサバーン）あり、以下の二つのテーサバーンタムボン（タムボン自治体）が置かれている（外部リンクは公式ページ）。
- テーサバーンタムボン・カーンチャナディット・・・タムボン・カデ
- テーサバーンタムボン・タートーンマイ・・・タムボン・タートーンマイの一部

その他、テーサバーンのカバーしていない12のタムボンにはそれぞれ、タムボン行政体が設置されている。
| 1. タムボン・タートーンマイ・・・ตำบลท่าทองใหม่ 2. タムボン・タートーン・・・ตำบลท่าทอง 3. タムボン・カデ・・・ตำบลกะแดะ 4. タムボン・トゥンコン・・・ตำบลทุ่งกง 5. タムボン・クルート・・・ตำบลกรูด 6. タムボン・チャーンサーイ・・・ตำบลช้างซ้าย 7. タムボン・プラーイワート・・・ตำบลพลายวาส 8. タムボン・パーローン・・・ตำบลป่าร่อน 9. タムボン・タキエントーン・・・ตำบลตะเคียนทอง 10. タムボン・チャーンクワー・・・ตำบลช้างขวา 11. タムボン・ターウテー・・・ตำบลท่าอุแท 12. タムボン・トゥンラン・・・ตำบลทุ่งรัง 13. タムボン・クローンサ・・・ตำบลคลองสระ |